# Daphne Rooke
Daphne Rooke (* 6. März 1914 in Boksburg; † 21. Januar 2009 in Cambridge) war eine südafrikanische Schriftstellerin.
Daphne Rooke wurde in Boksburg im damaligen Transvaal als jüngstes von sechs Kindern geboren. Ihr Vater war Brite, die Mutter Afrikaaner. Sie arbeitete als Journalistin. 1937 heiratete sie den Australier Irvin Rooke; 1949 wanderte das Ehepaar nach Australien aus. Die Universität von Natal verlieh Rooke 1997 die Ehrendoktorwürde. Nach dem Tod ihres Mannes 1989 zog sie nach Cambridge, wo sie die späten Jahre ihres Lebens verbrachte.

## Werke
Romane
- The Sea Hath Bounds (später als A Grove of Fever Trees publiziert)
- Mittee
- Ratoons
- Wizards' Country
- Beti
- A Lover for Estelle (1961)
- The Greyling (1963)
- Diamond Jo (1965)
- Boy on the Mountain (1969)
- Margaretha de la Porte (1974)

Kurzgeschichten
- The Friends, in South African Stories (1960)
- Fikizolo, in Over the Horizon (1960)

Kinderbücher
- The South African Twins (1953)
- The Australian Twins (1954)
- New Zealand Twins (1957)
- Double Ex! (1971)
- A Horse of His Own (1976)

| Personendaten    | Personendaten                    |
| ---------------- | -------------------------------- |
| NAME             | Rooke, Daphne                    |
| KURZBESCHREIBUNG | südafrikanische Schriftstellerin |
| GEBURTSDATUM     | 6. März 1914                     |
| GEBURTSORT       | Boksburg                         |
| STERBEDATUM      | 21. Januar 2009                  |
| STERBEORT        | Cambridge                        |